# Rhoeae
Tribu
Synonymes
- Pistacieae Marchand, 1869[1]

Les Rhoeae sont une tribu de plantes à fleurs de la famille des Anacardiaceae, sous-famille des Anacardioideae, comprenant une vingtaine de genres. Rhus est le genre type.

## Liste des genres
Selon The Taxonomicon (16 avril 2021) :
- Amphipterygium C.J.W. Schiede ex Standley, 1923
- Astronium N.J. Jacquin, 1760
- Blepharocarya F. von Mueller, 1878
- Campnosperma Thwaites, 1854, nom. cons.
- Comocladia P. Browne, 1756
- Cotinus P. Mill., 1754
- Euroschinus Hook. f., in Bentham & Hook. f., 1862
- Heeria C.F. Meisner, 1837
- Metopium P. Browne, 1756
- Orthopterygium Hemsley, 1907
- Ozoroa Delile, 1843
- Parishia Hook. f., 1860
- Pistacia L., 1753
- Rhus L., 1753
- Schinopsis Engler, in C.F.P. Martius, 1876
- Schinus L., 1753
- Sorindeia Du Petit-Thouars, 1806
- Toxicodendron
- Trichoscypha Hook. f., 1862